# Editorial Molino
La Editorial Molino es una editorial barceloní creada en 1933 por iniciativa de Pablo del Molino Mateus (1900-1968), con la visión de crear una colección de novela accesible para el gran público.

## Origen
Pablo del Molino era hijo de un registrador de la propiedad, Pablo del Molino Martín (Cartagena, España) y de Concepción Mateus Massana (Valladolid, España).  Concepción Mateus heredó en 1923 (junto con sus 7 primos hermanos) del ilustre prócer barcelonés Agustí Massana i Pujol, cuyos importantes legados condujeron a la fundación de la Escuela Massana. Julio Gibert Mateus, fundador, entre otras empresas, de El Hogar y La Moda, le propuso a su prima hermana Concepción Mateus invertir la herencia recibida de Agustín Massana en acciones de una editorial que él promovía, la Editorial Juventud.  De esta forma Concepción Mateus y su hijo Pablo entraron a formar parte del consejo de administración de la sociedad, dirigida por José Zendrera. En 1930 Pablo del Molino fue nombrado subdirector de Editorial Juventud. Editorial Juventud promovió en esa época la colección La Novela Rosa, dedicada a narraciones de corte sentimental y costumbrista.
En 1933, Pablo del Molino renunció a su cargo de subdirector de Editorial Juventud para fundar Editorial Molino. Pablo del Molino favorecía publicar un tipo de novela de aventuras y policiacas provenientes del mundo anglosajón, frente a la línea editorial de Editorial Juventud, más enfocada en autores franceses y alemanes, de aventuras orientadas a un público juvenil.  Editorial Molino ya publicó su primer título el 10 de noviembre de 1933, titulado El Ruiseñor del Noroeste (Singer in the Wilderness), de William Byron Mowery, como el número I de la Biblioteca Oro (Serie Azul). Ese mismo año lanzó Serie Popular Molino y la colección de cuentos infantiles Marujita.
Editorial Molino se especializó en un género que podría definirse como "popular": novelas de aventuras, novelas policíacas, historias de paisajes lejanos o en épocas pretéritas, e hizo popular su logotipo: un molino de viento negro sobre dos libros uno encima del otro.

## Época de Preguerra
En esta primera época de la preguerra, Editorial Molino lanzó la publicación de la Biblioteca Oro dedicada a tres géneros literarios: la novela policíaca (Serie Amarilla), la novela de aventuras y la novela de capa y espada (Serie Roja) y la novela del Oeste (Serie Azul). Entre ellas se publicaron varias novelas de Agatha Christie y destacaron las novelas de ambiente histórico de Rafael Sabatini. La colección Biblioteca Oro publicó 670 títulos y dejó de publicarse en 1970.
Durante la preguerra se publicó también la Revista Mickey, de la que fue director el periodista José María Huertas Ventosa, y cuyo primer número apareció el 7 de marzo de 1935. La revista fundó el primer club de lectores y llegó a alcanzar los 55.000 socios, a los que se les proporcionaba un carné y una insignia. La revista publicó tiras de prensa, entre ellas Jim el Temerario de Alex Raymond y Terry y los piratas de Milton Caniff. También se incluían en ella versiones serializadas de novelas de Julio Verne y Emilio Salgari, dibujadas por Emilio Freixas. Mickey alcanzó la publicación de 74 números hasta el 8 de agosto de 1936, según José María Huertas Clavería. Editorial Molino no volvió a publicar cómics hasta el año 1965. 

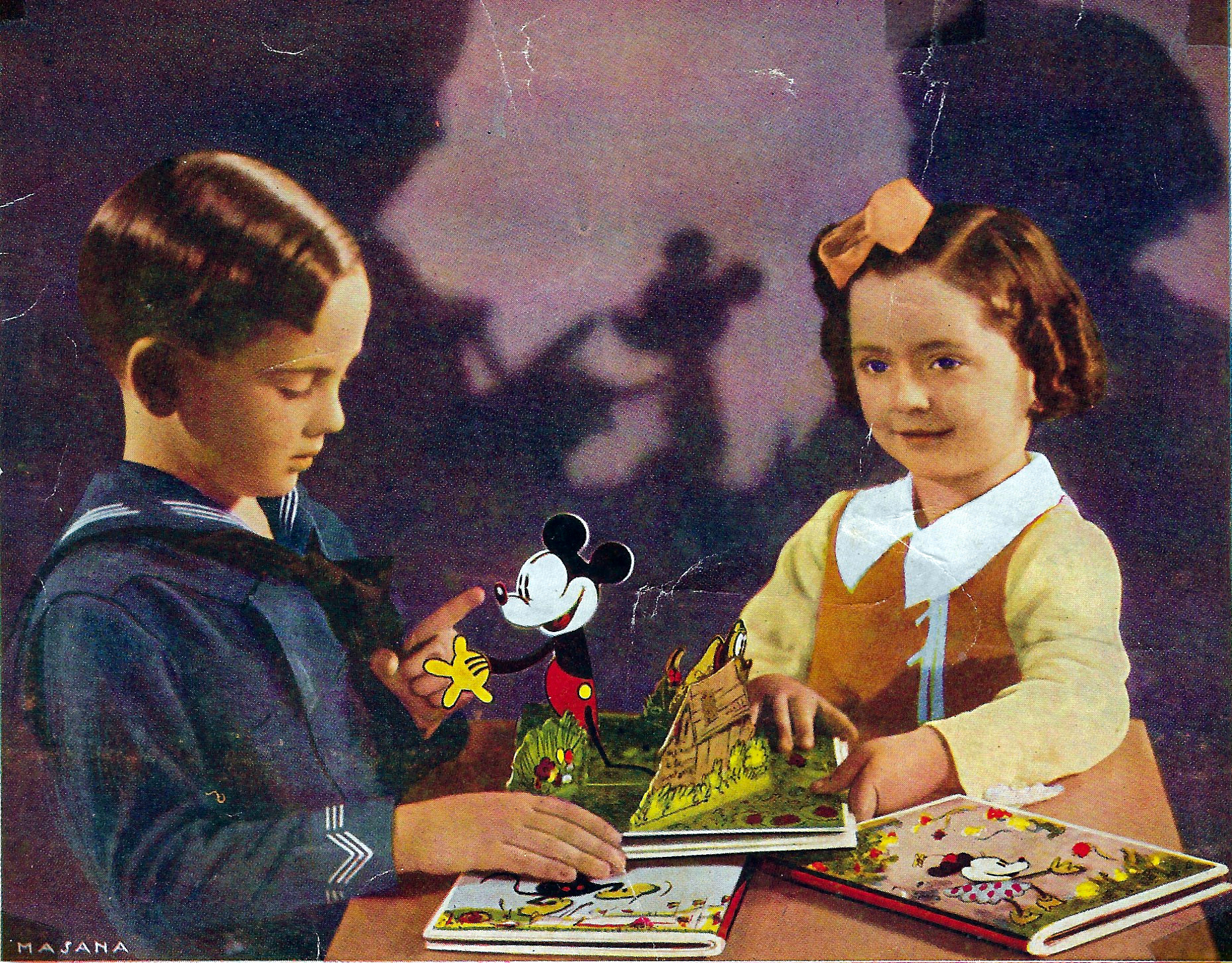
Imagen de marketing para el libro desplegable (llamado por Molino "Ilustracion Sorpresa") "El Ratón Mickey en el circo", 1934, con los niños Maruja del Molino y Fernando Peraire del Molino.

Editorial Molino introdujo en 1934 el libro "pop-up" en España (que llamó "ilustración sorpresa" y que son más conocido como libros desplegables) tras adquirir los derechos de publicación de la editorial Blue Ribbon Books (Nueva York, USA, adquirida por Reynal & Hitchcock en 1933).
Editorial Molino publicó también la colección Hombres Audaces, basadas en novelas populares antecesoras del cómic, y conocidas como Pulp Magazines, que tenían gran éxito en los Estados Unidos. Entre ellas destacaron Doc Savage (ciencia ficción), Bill Barnes (aviación), Pete Rice (oeste) y La Sombra (The Living Shadow, misterio). La colección empezó en abril de 1936, publicándose 18 títulos, y se interrumpió en julio de 1936 debido a la Guerra Civil.

## De la Guerra Civil a la Posguerra
La Guerra Civil paralizó la revista y todos los nuevos proyectos. Pablo del Molino decidió emigrar a Argentina en 1937 para así continuar funcionando, y se estableció en Buenos Aires en la calle Migueletes 1022, en donde tuvo sus propios talleres gráficos. Su hermano Luis del Molino continuaba mientras tanto al frente de la editorial barcelonesa.
En la posguerra, en 1941 se reinició la colección Hombres Audaces, que alcanzó los 174 títulos, y que concluyó en 1949 por dificultades de edición. No se reeditó la revista Mickey debido al problema de conseguir papel y pagar los derechos en divisas, difícil en la posguerra española. En 1947, Luis del Molino pasó a ser oficialmente socio con un 45% de las participaciones de la empresa (quedando el 55% para Pablo del Molino).
En 1952, Pablo del Molino decidió volver a España y liquidar sus instalaciones en Buenos Aires, debido a la difícil situación política y laboral en Argentina. En cambio, la situación en España había mejorado mucho y el papel ya no escaseaba. Con el regreso de Pablo del Molino se renovó la presentación de muchas colecciones, especialmente de Biblioteca Oro y se comenzó la publicación de Selecciones de Biblioteca Oro, entre las que ya destacaba Agatha Christie. En esta época se publicaron también las series de Emilio Salgari con cubiertas de Riera Rojas, las novelas de Julio Verne, Karl May y del Guillermo Brown (Just William) de Richmal Crompton con cubiertas de Noiquet (Joan Beltrán Bofill) y Ángel Badía Camps. También se inicia la publicación de la serie Aventura de Enid Blyton, en la que vieron la luz, entre otras, las novelas de misterio de Los Cinco (pandilla de dos chicos, dos chicas y un perro) y las de El Club de Los Siete Secretos (integrado por siete niños detectives).
En esta época también se publicó la serie Cuentos de Hadas, muchas con ilustraciones de Emilio Freixas, así como las colecciones Historia y Leyenda y Mis primeros Cuentos.
En 1962 la Editorial se trasladó a la calle Calabria 166, con edificio y almacenes propios. Se publican en esta época colecciones como Violeta, dedicada al mundo laboral femenino, Cómo y Por Qué, con respuestas a las preguntas más frecuentes de los adolescentes de la época, así como Visitando otros países, serie de referencia de carácter turístico, en una época en que aún no se había iniciado el turismo de masas. Se reinician los cómics en 1965, con la traducción del cómic franco-belga de gran calidad en la Colección Piloto, dentro de la cual publicó Astérix en álbum por primera vez en España, aunque solo publicó tres números. Las otras series que incluía el sello fueron Michel Tanguy y Jerry Spring, de las que publicaron dos y tres números respectivamente. El sello se orientó hacia la literatura infantil y juvenil y solo publicó algún que otro libro con historietas a mediados de los años ochenta.
En 1968 muere Pablo del Molino y le sucede en la dirección de la editorial su hijo Pablo del Molino Sterna (1937-2000), que ya trabajaba en la editorial desde su regreso de Argentina en 1953 y había adquirido amplia experiencia. También empieza en 1970 a trabajar en la editorial Luis Antonio del Molino Jover (hijo de Luis del Molino Mateus) (1945-) al finalizar sus estudios de Ingeniero Industrial.

## De 1970 a la actualidad
Comienza la publicación de la serie juvenil Alfred Hitchcock y Los tres investigadores, una serie de suspense con la peculiaridad de que estaba escrita por diversos autores que le imprimían una gran variedad de ritmo y estilos que la diferenciaban del resto de las series juveniles que se publicaban en aquella década. Los años ochenta destacaron por la publicación de series juveniles como Las gemelas de Sweet Valley de Francine Pascal, de la que se hicieron tres series: Las Gemelas (Sweet Valley Twins), Escuela superior (Sweet Valley High) y Universitarias (Sweet Valley University).
En los 90, Editorial Molino se orientó hacia libros infantiles muy ilustrados y de gran calidad. Fue pionera en la presentación de nuevos tipos de libros de como los Libros gigantes infantiles, así como los Cuentos sonoros, libros con chips que emiten sonidos y melodías de canciones populares.
En cuanto a literatura juvenil en los 2000, Editorial Molino apostó por series de divulgación que introducían a los jóvenes en temas serios como la Historia, la Ciencia, la Cultura pero de forma divertida, buscando las partes más truculentas y menos divulgadas. Las colecciones fueron por ejemplo Esa horrible ciencia, Esa horrible historia, Esa gran cultura.
En el año 2000, muere Pablo del Molino Sterna y la dirección queda en manos de Luis Antonio del Molino Jover.  En junio de 2004, el Grupo RBA (Barcelona) compró Editorial Molino e integró las publicaciones de Editorial Molino como RBA Molino, sello editorial del Grupo RBA. En mayo de 2021, Penguin Random House Grupo Editorial adquirió Editorial Molino del grupo RBA.

## Trascendencia
La Editorial Molino, fruto de sus setenta años de actividad, publicó numerosas obras que hoy en día han adquirido notable valor entre los coleccionistas: los libros de Guillermo Brown escritos por Richmal Crompton; Old Shatterhand y Winnetou, Hércules Poirot, Bill Barnes, La Sombra, Aventuras en la selva o en el desierto, los misterios de Enid Blyton, la fantasía de los relatos infantiles, las novelas de Cecil Bernard Rutley… cerca de 10.000 títulos. Uno de los grandes éxitos de esta compañía fue la edición de la Revista Mickey, que en 1936 logró reunir a más de 55.000 socios, así como su colección para adultos Biblioteca Oro y Selecciones de Biblioteca Oro. Para ello contó con buenos ilustradores, entre los que destacó en especial el pintor y dibujante Roc Riera Rojas (1913-1992), que realizó para la editorial centenares de portadas.
En los años cuarenta se impuso sobre cualquier otra colección la "Biblioteca Oro" con novelas policíacas, incluido Arthur Conan Doyle, y los grandes maestros de la novela romántica de capa y espada, como Rafael Sabatini, y del género de aventuras, como Karl May, Julio Verne o Emilio Salgari. También se hicieron series de manuales populares sobre temáticas diversas.
En los años cincuenta se editaron las novelas de Agatha Christie en series de gran aceptación y que se han continuado publicando hasta la actualidad: un conjunto que reúne cerca de diez millones de ejemplares vendidos. En 1978 la editorial publica en castellano en exclusiva la larga autobiografía póstuma de Agatha Christie (traducción de Diorki S. L.), en edición única.
El cine y la televisión han tomado prestados algunos de los personajes publicados por la Editorial Molino, como el travieso Guillermo Brown de Richmal Crompton o el Old Shatterhand  de Karl May, que en la gran pantalla interpretó Lex Barker, sin olvidar las numerosas adaptaciones de los textos de Julio Verne que se han hecho para el cine.
Las publicaciones de Editorial Molino han encontrado continuidad desde el año 2004 como parte del grupo editorial RBA. En mayo de 2021, la editorial fue adquirida por Penguin Random House Grupo Editorial. 